# Thelenellaceae
Thelenellaceae is een botanische naam voor een familie van korstmossen behorend tot de orde Ostropales. De familie telt in totaal vier geslachten en 174 soorten (peildatum december 2021).

## Geslachten
De familie bestaat uit de volgende vier geslachten :
1. Aspidothelium (15)
2. Chromatochlamys (2)
3. Polyblastiopsis (57)
4. Thelenella (60)